# Microsoft MapPoint
Microsoft MapPoint es una tecnología conjunta ("MapPoint Web Service," anteriormente conocida como MapPoint .NET) y un software específico creado por Microsoft que tiene como funcionalidades la capacidad de mostrar, editar e integrar mapas al servicio de lo que pida el usuario. El software y la tecnología de Map Point están diseñadas para facilitar la visualización geográfica y el análisis de cualquier información o datos incluidos en los mapas, cabe destacar que esta información la pueden agregar o modificar los mismos usuarios según sus preferencias y configuaraciones del programa. La integración de estos datos a los mapas ha sido posible gracias a las adquisiciones que anteriormente ha hecho Microsoft tales como la compra de varias compañías como Vexcel, Vicinity Corporation, GeoTango, etc.
MapPoint está dirigido para los usuarios de negocios que se desenvuelven en el Mercado de los servicios de última hora de ahí que este sea un software GIS Geographic information system ("GIS"). Map Point incluye todas las funcionalidades de la versión más reciente de Calles y Viajes, programas para mapas de concumo, integración con Microsoft Office, inclusión de datos a los mapas desde varias Fuentes de datos incluyendo Microsoft Excel, y Visual Basic for Applications (VBA), la interfaz permite la automatización del entorno de Map Point de forma bien lograda.
La tecnología de MapPoint es usada en
- Software para PC (usuario doméstico y usuario final):
  - MapPoint (para Norteamérica y Europa del Oeste usuarios de negocios)
  - Microsoft Streets and Trips (para usuarios de Norteamérica)
  - Microsoft AutoRoute (para Europa del Oeste usuarios de negocios y del sector hogareño)
  - Encarta enciclopedia (Funcionalidad de Atlas)

- Servicios basados en Web:
  - El Bing Maps sitio web maps.bing.com
  - El Microsoft Virtual Earth plataforma de desarrollo
    - El MapPoint Web Service usando SOAP XML
    - El Virtual Earth Map control, un control ActiveX, que permite a los usuarios hacer peticiones vía JavaScript hacia un AJAX objeto del mapa

## Versiones
Microsoft MapPoint como software es actualizado generalmente cada 2 años y disponible tanto en modo de actualización como en instalación completa (instalador ejecutable); la versión actual es la 2009, mientras que la versión actual de Streets and Trips es la 2008. Las versiones anteriores dieron comienzo en el año 2000 (desarrollo desde Expedia Streets and Trips Planner 98, un mapa de consumo como aplicación incluida con Office 97 Small Business Edition), siendo planificado para ser incluida en la versión Premium Edition de la suite Office 2000, cosa que nunca llegó a ocurrir.
- MapPoint 2000, versión inicial.
- MapPoint 2001, muy similar a la versión 2000; con más datos actualizados.
- MapPoint 2002, cambio en la interfaz parecido al estilo de Office XP.
- MapPoint 2004, última versión en correr sobre Windows 9x).
- MapPoint 2006, actualización significativa, nuevas funcionalidades y completa integración con GPS.
- MapPoint 2009, cambio en la interfaz, aunque el sistema del programa sigue siendo el mismo.

Las versiones nuevas no siempre estuvieron disponibles al mismo tiempo que las nuevas versiones de Office; notablemente la 2002 fue excluida de la suite Office XP debido a una falla durante su programación que dio como resultado dicho retraso. Otro ejemplo lo constituye la versión 2006, que fue lanzada al mercado antes que Office 2007. 
La versión 2009 muestra una interfaz mucho más revisada que las anteriores, llegando a tener una integración con Office muy buena. El sistema de renderización de mapas se mantiene igual que en la versión 2007.
El programa está disponible para Microsoft Windows, e incluye una edición con menos funcionalidades denominada Pocket Streets y que está dirigida al sistema operativo Windows CE y las familias de productos PocketPC, Teléfono inteligente, y Windows Automotive.
Actualmente ya no se desarrolla este programa.  A finales de 2014 Microsoft anunció que interrumpía MapPoint, recomendando a usuarios de MapPoint y desarrolladores la migración a la plataforma Bing Maps.